# 平水郡
平水郡（越南语：／）是越南芹苴市下辖的一个郡。面积70.6平方千米，2019年总人口140007人。

## 地理
平水郡北和西北接乌门郡，西和西南接丰田县，南和东南接宁桥郡，东接永隆省平新县。

## 历史
2004年1月2日，以原省辖芹苴市平水坊、安泰坊、茶屋坊、隆和社、隆全社、泰安东社3坊3社析置平水郡；隆和社改制为隆和坊，隆全社改制为隆全坊，泰安东社改制为泰安东坊。
2007年11月6日，安泰坊析置裴有义坊，茶屋坊析置茶安坊。

## 行政区划
平水郡下辖8坊，郡人民委员会位于平水坊。
- 安泰坊（Phường An Thới）
- 平水坊（Phường Bình Thủy）
- 裴有义坊（Phường Bùi Hữu Nghĩa）
- 隆和坊（Phường Long Hòa）
- 隆全坊（Phường Long Tuyền）
- 泰安东坊（Phường Thới An Đông）
- 茶安坊（Phường Trà An）
- 茶屋坊（Phường Trà Nóc）

## 交通
芹苴国际机场位于平水郡。